# Гфрёрер, Август-Фридрих
Август-Фридрих Гфрёрер (нем. August-Friedrich Gfrörer, 1803—1861) — немецкий историк резкокатолического направления.
Окончил курс евангелического богословия в Тюбингенском университете.
Первыми работами его были «Philo und die jüdischalexandrinische Theosophie» (Штутгарт, 1835—1837); «Geschichte des Urchristentums» (Штутгарт, 1838); «Gustav Adolf, König von Schweden» (Штутгарт, 1835—1837). Во всех этих произведениях обнаруживается возрастающая наклонность к католицизму, прямо выраженная им в «Allgemeine Kirchengeschichte» (Штутгарт, 1841—1846).
В 1846 году Гфрёрер был призван в Фрайбургский университет, где и принял католицизм. В споре, возникшем между баденским правительством и местной епископской кафедрой, Гфрёрер горячо отстаивал требования папы.
Наиболее значительная из его последующих работ — «Geschichte der ost- und westfränk. Karolinger» (Фрайбург, 1858).

## Сочинения
- «Philo und die jüdischalexandrinische Theosophie» (Штутгарт, 1835—1837);
- «Geschichte des Urchristentums» (Штутгарт, 1838);
- «Gustav Adolf, König von Schweden» (Штутгарт, 1835—1837);
- «Allgemeine Kirchengeschichte» (Штутгарт, 1841—1846).

- «Untersuchung über Alter, Ursprung, Zweck der Decretalen des falschen Isidorus» (Фрайбург, 1848);
- «Urgeschichte des menschlichen Geschlechts» (Шаффхаузен, 1855);
- «Geschichte der ost- und westfränk. Karolinger» (Фрайбург, 1858);
- «Papst Gregor VII und sein Zeitalter» (Шаффхаузен, 1859—1861);
- «Geschichte des XVIII Jahrh.» (Шаффхаузен, 1862—74);
- «Zur Geschichte deutscher Volksrechte» (Шаффхаузен, 1866);
- «Byzant Geschichten» (Грац, 1872—74).